# Torrent de Fontanella
El Torrent de Fontanella és un afluent que, per la dreta de l'Aigua d'Ora, neix al terme municipal de Guixers (Solsonès) i que fa una bona part de la segona meitat del seu recorregut pel terme municipal de Castellar del Riu (Berguedà).

## Descripció
Neix a 1.336 metres d'altitud, a uns 300 metres al SE de Montcalb, prop de la masia del Collell. Mentre transcorre pel municipi de Guixers, ho fa amb una orientació N-S, tot passant pel costat de les masies d'El Pla i de Fontanella. Quan entra al terme municipal de Castellar del Riu, agafa l'orientació NW-SE, passa pel sud de Can Cabra i desguassa a l'Aigua de Llinars, a 907 m d'altitud, al sud de l'Ajuntament i al costat sud del pont que travessa l'Aigua d'Ora, a la banda nord del càmping d'Aigua d'Ora.

## Xarxa hidrogràfica
La xarxa hidrogràfica del Torrent de Fontanella està integrada per un total d'11 cursos fluvials, dels quals 4 són subsidiaris de 1r nivell de subsidiarietat i 6 ho són de 2n nivell.
La totalitat de la xarxa suma una longitud de 7.920 m, 5.411 dels quals transcorren pel terme municipal de Guixers i els restants (2.509) ho fan pel municipi de Castellar del Riu.